# مصفوف مرصد أتاكاما المليمتري الكبير

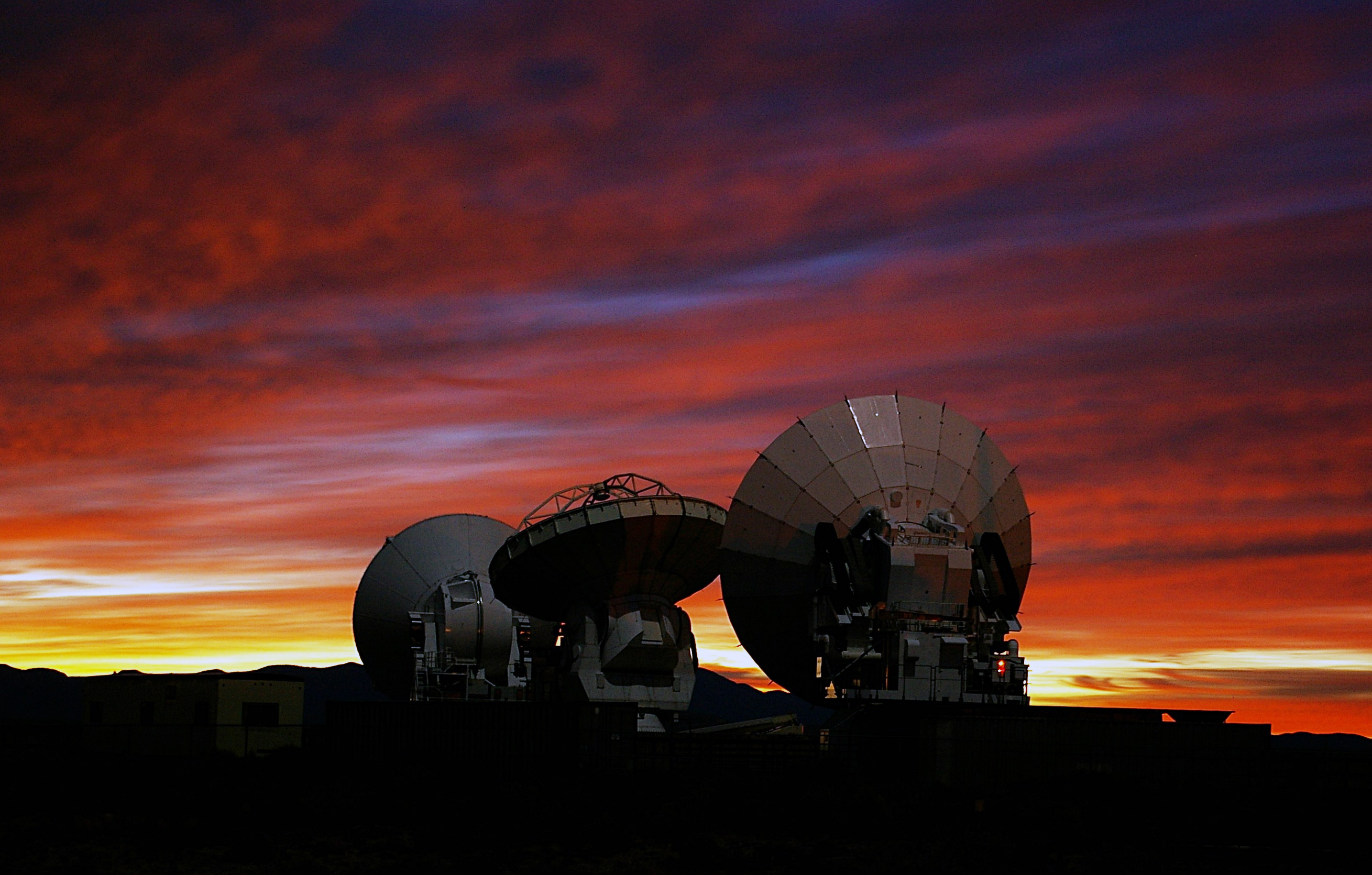
هوائيات ALMA للرصد الأشعة الراديوية الفلكية.

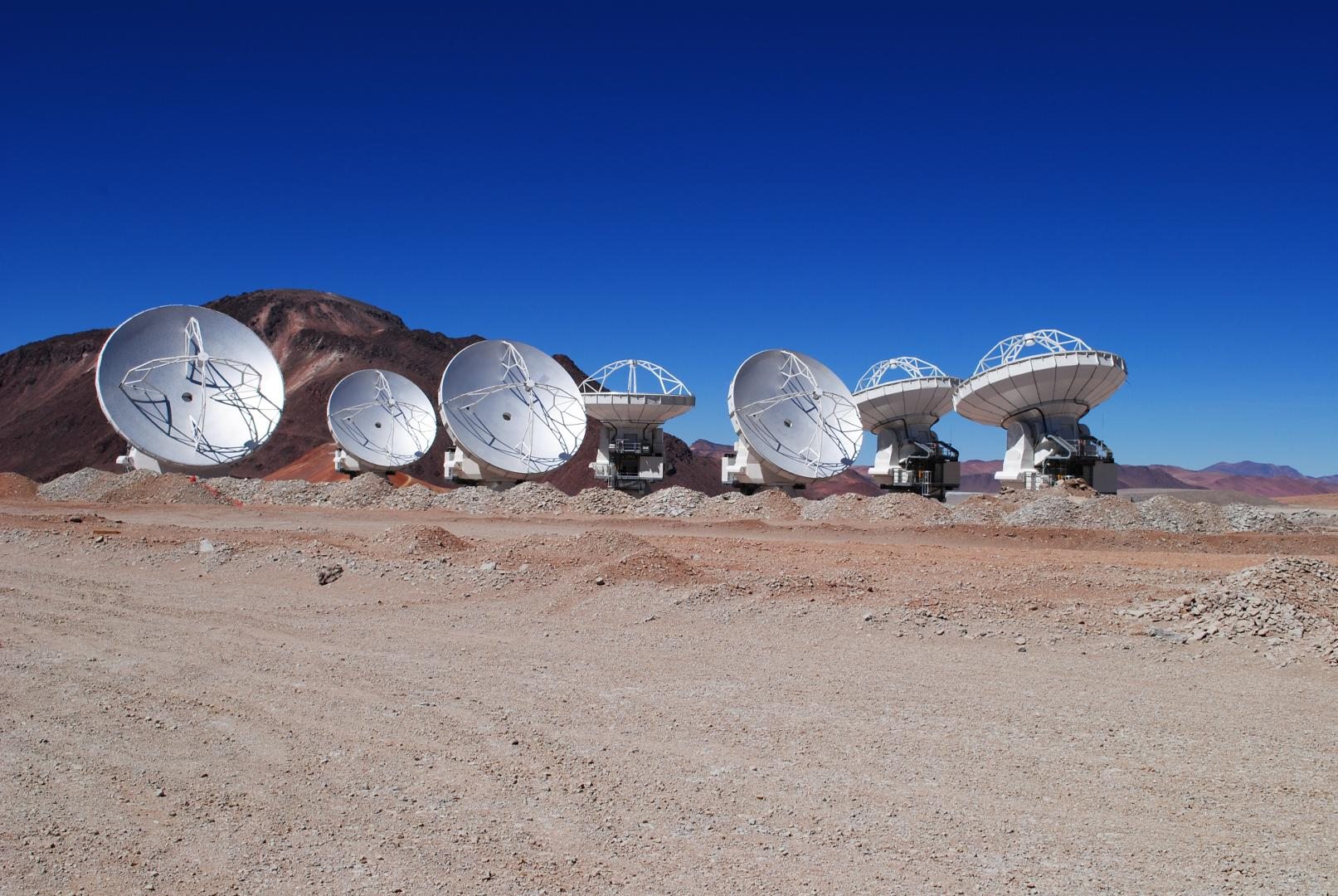
سبعة هوائيات ALMA للرصد الراديوي الفلكي.

إن مصفوف مرصد أتكامة المليمتري/تحت المليمتري الكبير (مرصد ألما) عبارة عن مصفوف من أجهزة المرقاب الراديوي يوجد في صحراء أتكامة شمال تشيلي. ونظرًا لأهمية ارتفاع الموقع وجفافه التي يسهل الرصد في حيز الطول الموجي المليمتري ، فقد تم إنشاء المرصد على هضبة تشانانتور على ارتفاع يبلغ 5000 متر. وفضلاً عن أن مرصد ألما يتكون من 66 مرقابا راديويا قطرها 12 مترًا و 7 أمتار وترصد الأطوال الموجية المليمترية ودون المليمترية، فمن المتوقع أن يكشف لنا هذا المرصد عن ميلاد النجوم عند بدء الخلق وتصوير مفصل لتكون النجوم والكواكب المحلية.
إن مرصد ألما عبارة عن شراكة عالمية بين أوروبا والولايات المتحدة وكندا وشرق آسيا وجمهورية تشيلي. ونظرًا لأنه زاد في تكلفته عن مليار دولار أمريكي، فإن هذا المرصد يعد أكثر أجهزة التلسكوبات المبنية على قاعدة تكلفة في الوقت الحالي. وبدأ مرصد ألما عمليات الرصد العلمي في النصف الثاني من سنة 2011 ونشرت الصور الأولى لهُ في الصحف في الثالث من أكتوبر 2011. ومن المخطط أن يصل لأقصى طاقة تشغيلية لهُ بنهاية سنة 2012.

## نظرة عامة

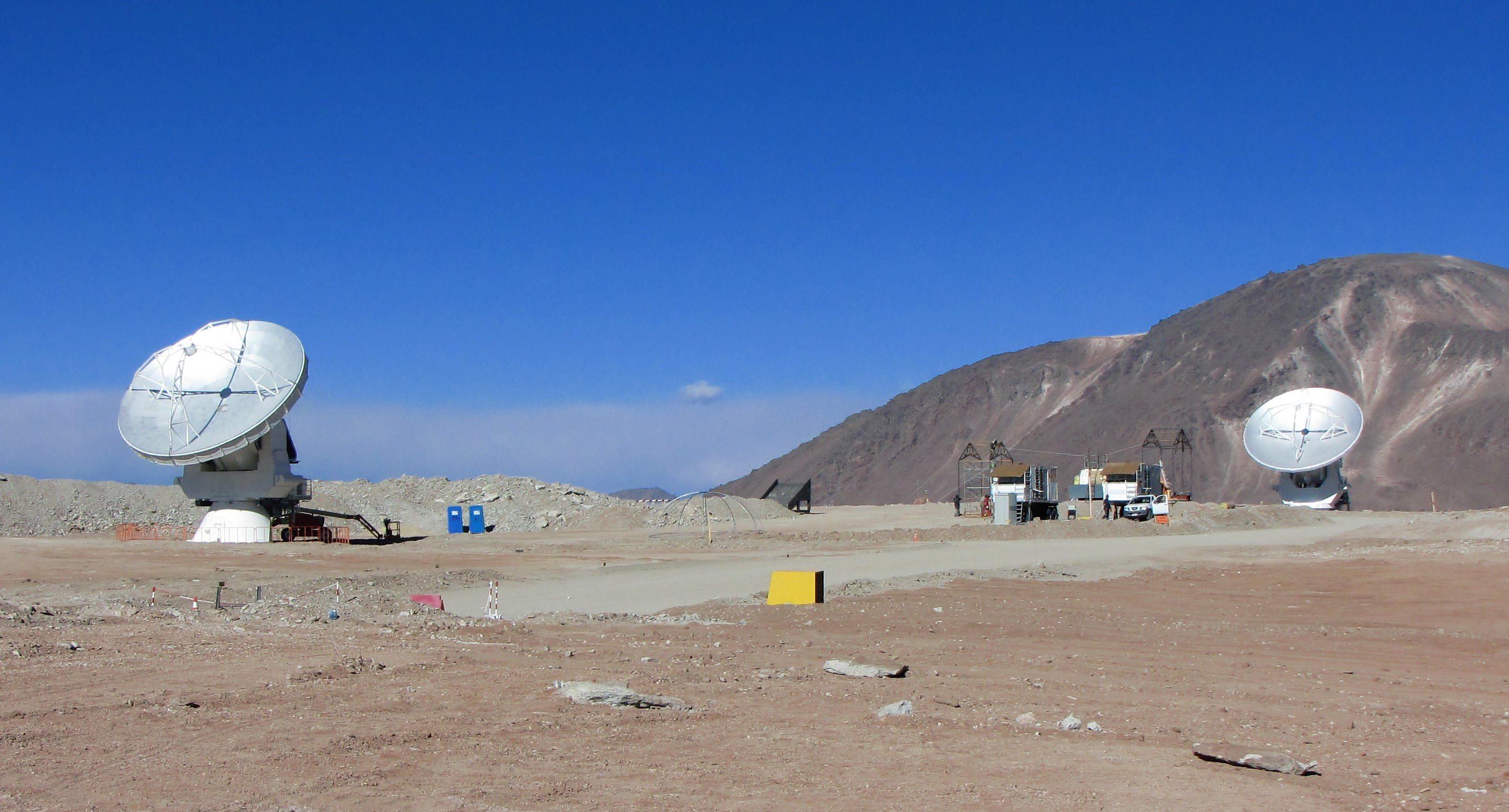
أول هوائيين في مرصد ألما متصلان ببعضهما ببعض مثل مقياس التداخل.

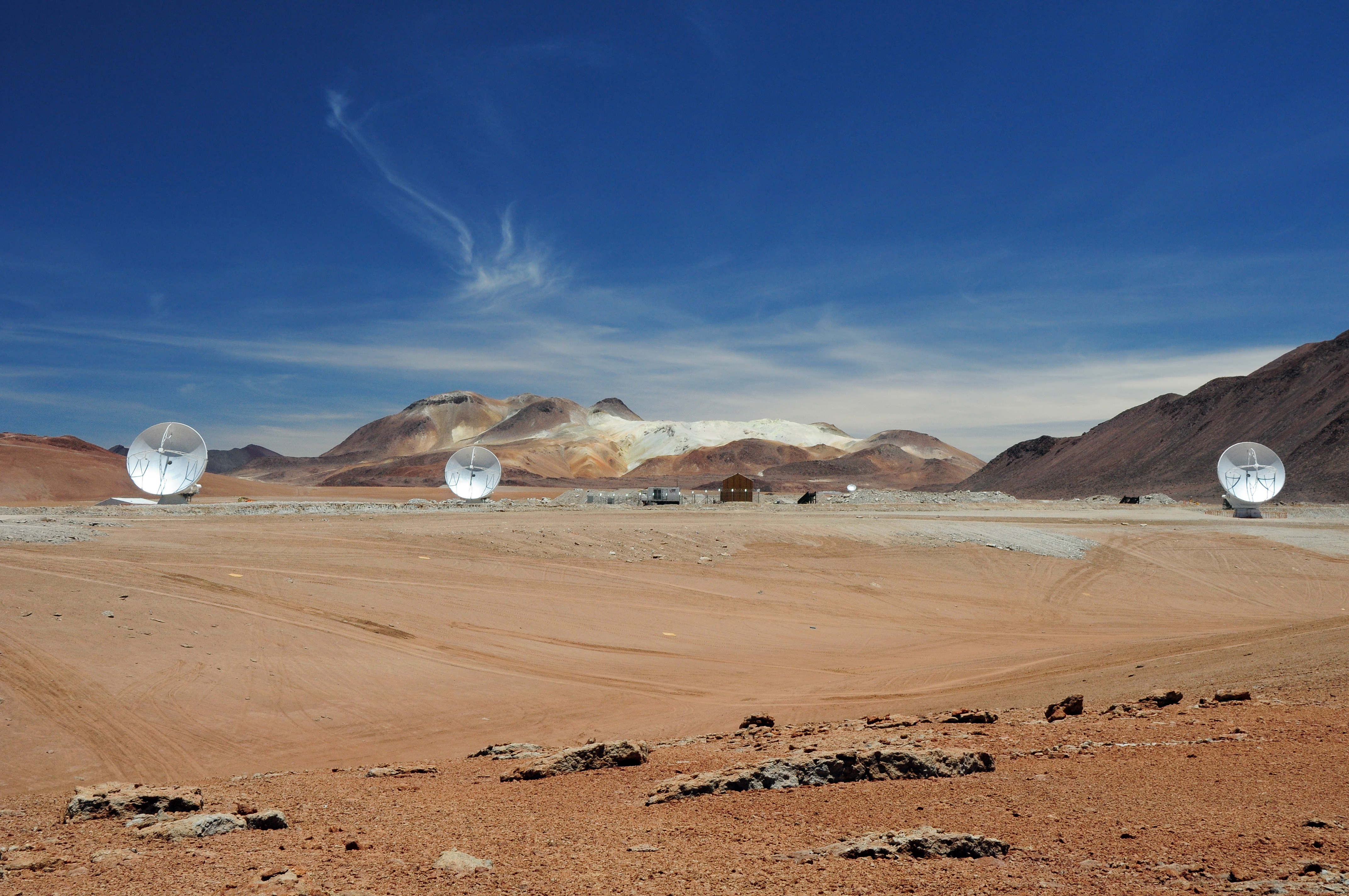
ثلاثة هوائيات في مرصد ألما متصلة ببعضها البعض مثل مقياس التداخل في سابقة هي الأولى من نوعها.

يتكون مرصد ألما الأولي من 66 هوائيًا بالغ الدقة تعمل عند طول موجي يتراوح من 0.3 إلى 9.6 ملم. ويتمتع المرصد بحساسية ودقة تفوق التلسكوبات دون المليمترية الحالية مثل مرقاب جيمس كليرك ماكسويل أحادي الصحن أو شبكات قياس التداخل الحالية مثل المصفوف دون المليمتري أو معهد الفلك اللاسلكي المليمتري  (IRAM) في منشأة هضبة دي بور.
ويمكن نقل الهوائيات عبر الهضبة الصحراوية لمسافة تتراوح بين 150 متر إلى 16 كم، وهذا بدوره سيقوي من ميزة «الزوم» المتغيرة لعدسة مرصد ألما ليتشابه في مفهومه مع الهوائيات المستخدمة في موقع المقراب الكبير جدا (VLA) في ولاية نيومكسيكو بالولايات المتحدة.
وترجع هذه الحساسية الفائقة إلى العدد الكبير للتلسكوبات التي يتكون منها المرصد.
ويتم تزويد التلسكوبات من شركاء ألما في أوروبا وأمريكا الشمالية وشرق آسيا. أما الشريكين الأمريكي والأوروبي، فقد قدما طلبات لشراء 25 هوائيًا بقطر 12 مترًا ستكون معًا المصفوف الرئيسي. وأما الشريك الشرق آسيوي فيساهم بستة عشر هوائيًا (4 هوائيات بقطر 12 متر وسبعة هوائيات قطرها 7 أمتار) في شكل مصفوف أتكامة صغير الحجم (ACA) والتي تعد جزءًا من مرصد ألما المعدل.
يمكن تصوير مساحات رؤية أوسع لمجال بعينه عن طريق استخدام هوائيات تقل في حجمها عن مصفوف مرصد ألما الرئيسي وهو ما يحققه مصفوف أتكامة صغير الحجم. ويساعد نقل الهوائيات بالقرب من بعضها البعض في تصوير مصادر من مدى زاوي واسع. وسيعمل مصفوف أتكامة صغير الحجم مع المصفوف الرئيسي لتحسين سعة الطاقة التصويرية للنطاقات الواسعة.

### معلومات تاريخية

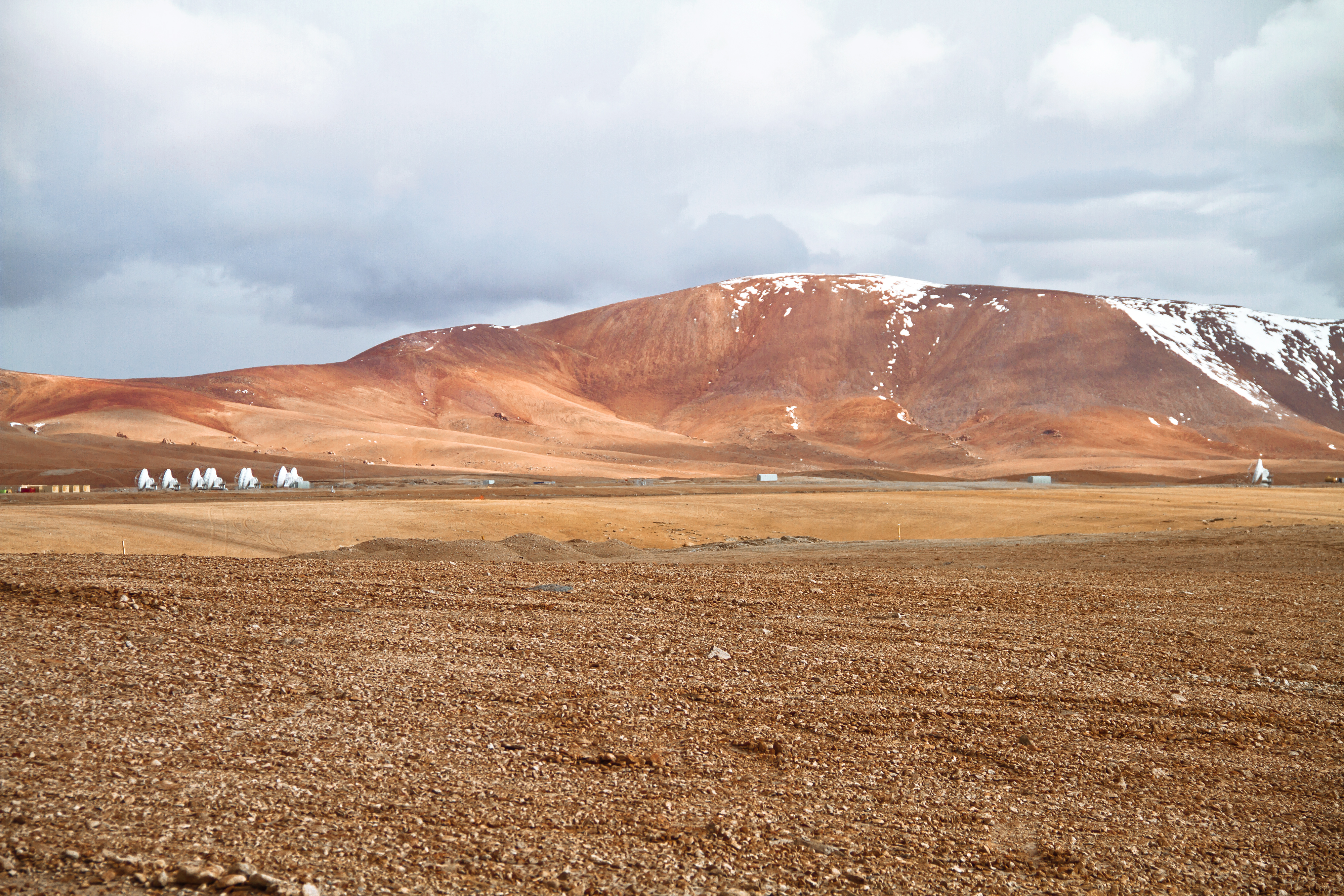
في 4 مارس 2011، تم تركيب عشر هوائيات في تشانانتور.

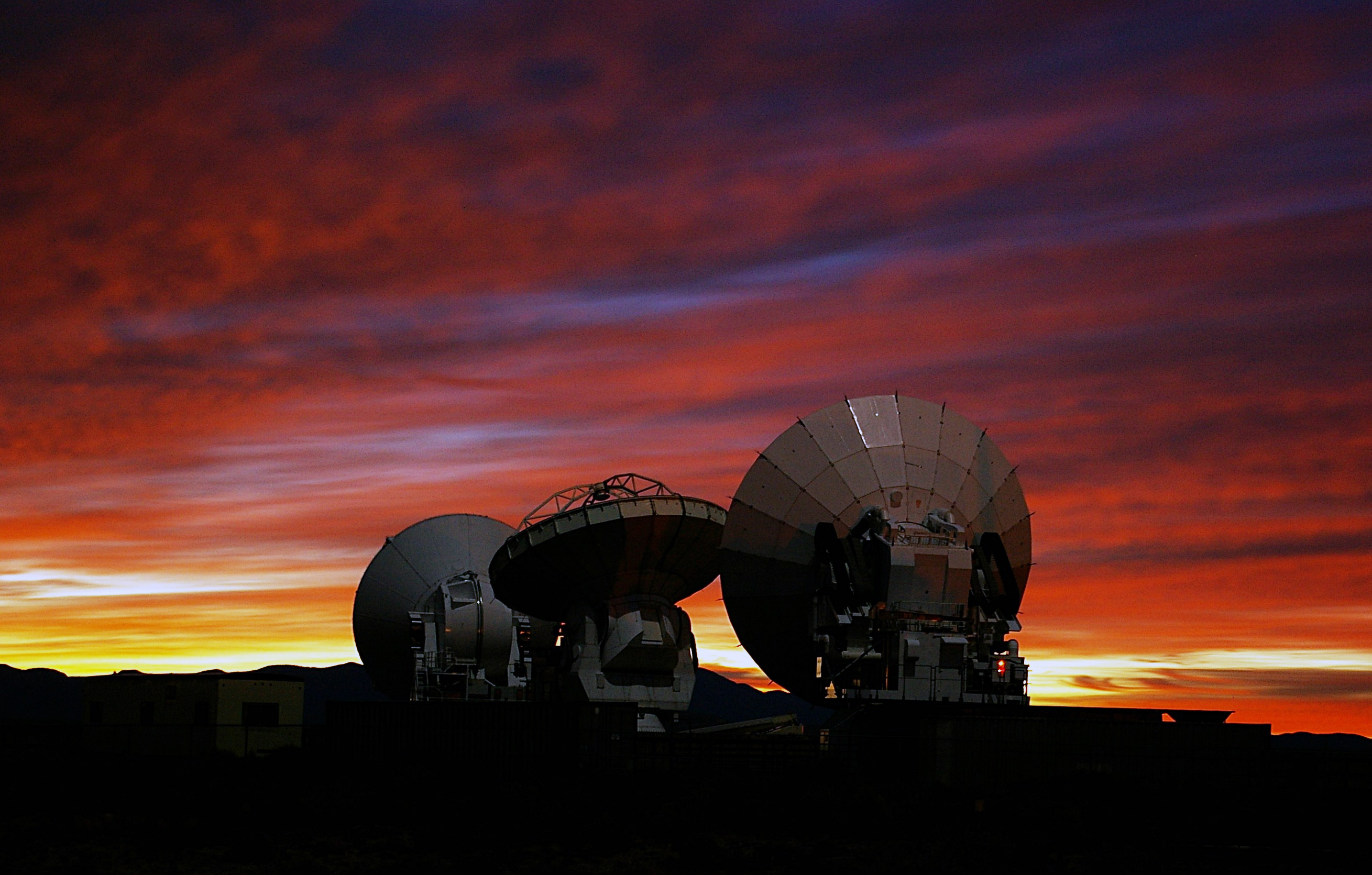
النماذج المبتدئية لهوائيات مرصد لألما في منشأة اختبارات مرصد ألما.

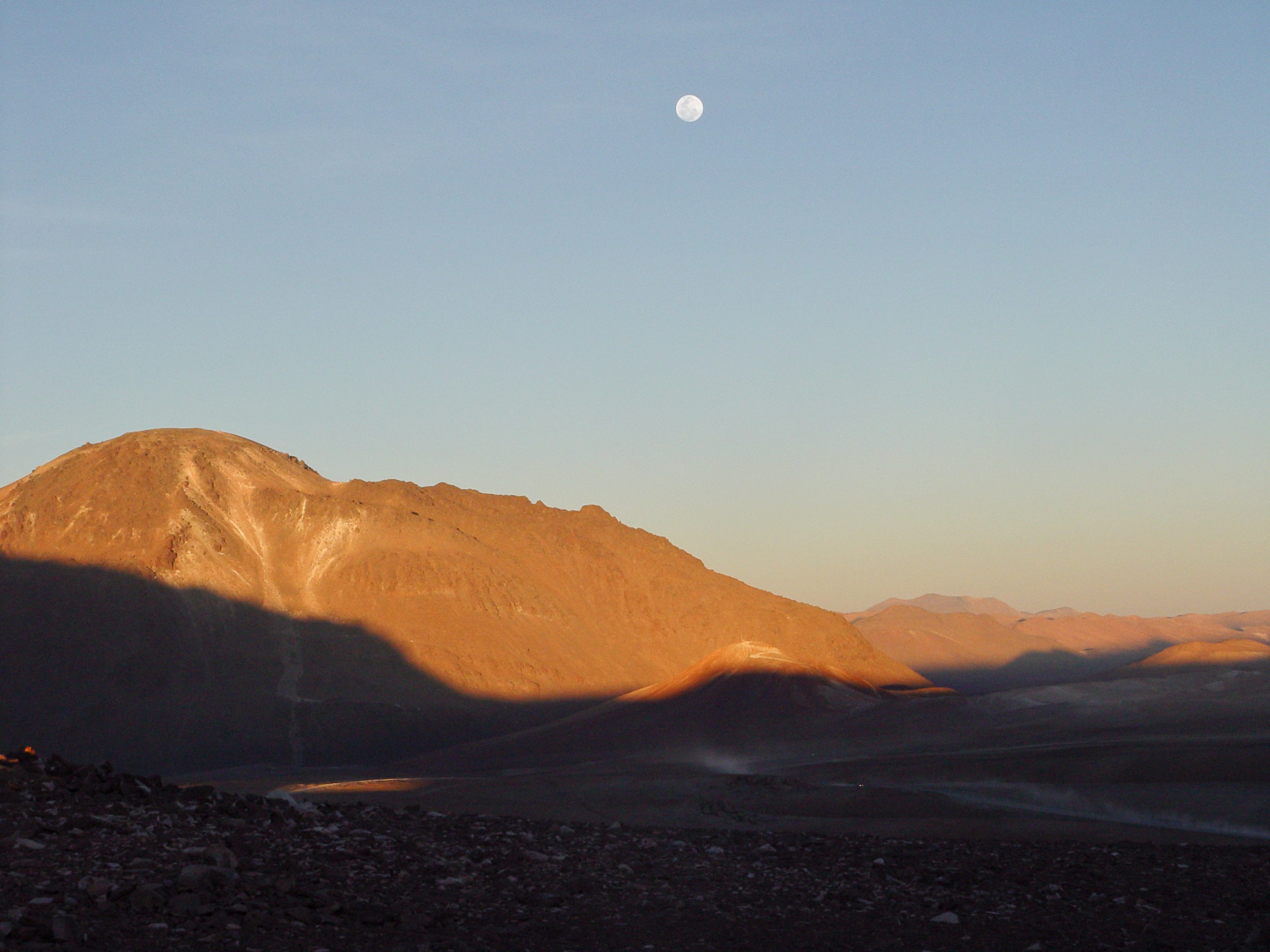
يرتفع القمر في سماء سيرو تشانانتور عند الغروب.

ترجع الجذور التصورية للفكرة التي يقوم عليها مرصد ألما إلى المشروعات الفلكية الثلاثة:المصفوف المليمتري في الولايات المتحدة (MMA) والمصفوف الجنوبي الكبير (LSA) في أوروبا والمصفوف المليمتري في اليابان (LMA).
في عام 1997، تم اتخاذ أولى الخطوات نحو إنشاء ما سمي بمرصد ألما حينما اتفق المرصد الوطني لعلم الفلك اللاسلكي (NRAO) والمرصد الأوروبي الجنوبي (ESO) على تنفيذ مشروع مشترك يدمج بين المصفوف المليمتري والمصفوف الجنوبي الكبير. ولقد جمع المصفوف الجديد بين حساسية المصفوف الجنوبي الكبير مع ما يتميز به المصفوف المليمتري من سعة تغطيتها للترددات وموقعها الفريد. واشترك المرصد الأوروبي الجنوبي مع المرصد الوطني لعلم الفلك اللاسلكي في تكوين فرق تقنية وعلمية وإدارية من أجل وضع وتنظيم مشروع مشترك بين المرصدين وشارك في ذلك كل من كندا وإسبانيا (وقد صارت إسبانيا فيما بعد عضوًا في المرصد الأوروبي الجنوبي).
وبعد سلسلة من القرارات والاتفاقات، كان اختيار اسم «مصفوف مرصد أتكامة المليمتري الكبير» أو ألما كاسم المصفوف الجديد في مارس 1999، وتلا ذلك توقيع اتفاق ألما في 25 فبراير 2003 بين الطرفين الأمريكي والأوروبي. وبعد مشاورات مشتركة بين الطرفين دامت عدة سنوات، استقبلت إدارة مشروع ألما مقترحًا من المرصد المحلي الفضائي باليابان (NAOJ) يعرض فيه توفير مصفوف أتكامة صغير الحجم وثلاثة نطاقات استقبال إضافية في المصفوف الكبير، وذلك لتكوين مرصد ألما المعدل. ومع تواصل المناقشات بين مرصد ألما والمرصد المحلي الفضائي باليابان، انتهى الأمر إلى توقيع اتفاق رفيع المستوى في 14 سبتمبر 2004، وهذا هو ما جعل من اليابان مشاركًا رسميًا في مرصد ألما المعدل المعروف باسم مصفوف مرصد أتكامة المليمتري/تحت المليمتري الكبير.
وفي مرحلة من التخطيط المبكر لمرصد ألما، كان من المقرر تشغيل هوائيات ألما التي صممتها شركات معروفة في شمال أمريكا وأوروبا واليابان بدلاً من الاعتماد على تصميم واحد. وكان هذا القرار مبنيًا على حيثيات سياسية. وعلى الرغم من المناهج المختلفة التي يتبعها مزودو الهوائيات، يبدو أن كل التصميمات بإمكانها الوفاء بالمتطلبات الصارمة لمرصد ألما.

## التمويل
كانت مرصد ألما في بادئ الأمر يقوم على التعاون الثنائي بين الولايات المتحدة متمثلة في المرصد الوطني لعلم الفلك اللاسلكي من ناحية والمرصد الأوروبي الجنوبي (المرصد الأوروبي الجنوبي). ولقد تمت توسعة المصفوف بمساعدة من الشركاء الجدد من اليابان وتايوان وتشيلي. هذا، ويعد مرصد ألما من أوسع المشروعات الفلكية المبنية على الأرض بل وأكثرها تكلفة، وما زال مرصد ألما في الوقت الحالي تحت التأسيس (بتكلفة حالية تقدر بنحو 1.3 مليار دولار).[بحاجة لمصدر]
الشركاء
- المرصد الأوروبي الجنوبي والمركز الأوروبي للدعم الإقليمي
- المؤسسة القومية للعلوم من خلال المرصد الوطني لعلم الفلك اللاسلكي ومركز ألما للعلوم بأمريكا الشمالية
- المجلس القومي للبحوث بكندا
- المرصد المحلي الفضائي باليابان التابع للمعاهد القومية للعلوم الطبيعية (NINS)
- ألما في تايوان التابع لمعهد العلوم الفلكية والفيزياء الفلكية (ASIAA) في الأكاديمية الصينية
- جمهورية تشيلي

## التركيب
شيد هذا المجمع في الأساس بواسطة شركات وجامعات أوروبية وأمريكية ويابانية وكندية. وقد خضعت ثلاثة نماذج للهوائيات المبدئية للتقييم في موقع مصفوف المراصد الكبير في نيومكسيكو منذ 2002.
وتعاقدت شركة أسوشياتد يونيفرسيتيز (Associated Universities, Inc.) مع جنرال دينامكس سي 4 لتورد لها 25 هوائيًا بقطر 12 م وتعاقدت مع المصنع الأوروبي تاليس إلينيا سبيس لتوريد 25 هوائيًا رئيسيًا إضافيًا  (والذي يعد سابقة في العقود الصناعية الأوروبية). ولقد سلم أول هوائي في سنة 2008 وجاري تسليم باقي الهوائيات بمعدل هوائي شهريًا لينتهي في سنة 2011.

### نقل الهوائيات إلى الموقع

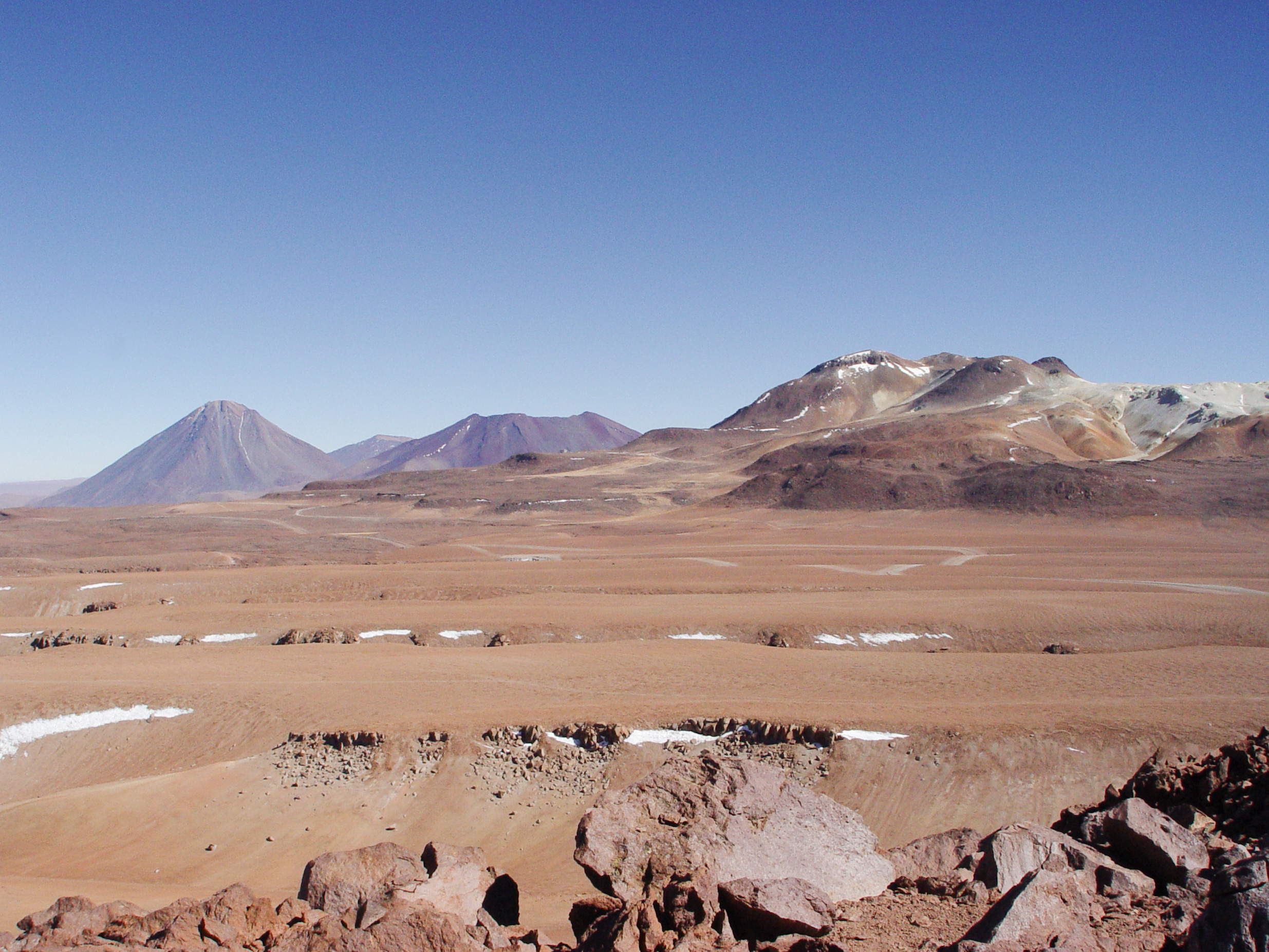
منظر لسهول تشانانتور يتوسطها موقع إنشاء مرصد ألما.

يتسبب نقل أجهزة الهوائيات التي تزن حوالي 115 طن من منشأة دعم العمليات على ارتفاع 2900 م إلى الموقع على ارتفاع 5000 مترا في مشاكل عدة، كما يوضح ذلك البرنامج الوثائقي عمليات نقل عملاقة: مهمة في الجبال (Monster Moves: Mountain Mission). وقد كان الحل المقترح لذلك هو استخدام غرافتين ثقيلتين مخصصتين وكل واحدة منهما ذاتية التحميل ومزودة بـ 28 عجلة. وتم تصنيع هذه المركبات بواسطة Scheuerle Fahrzeugfabrik نسخة محفوظة 9 أكتوبر 2011 على موقع واي باك مشين. في ألمانيا بعرض 10 م وطول 20 م وارتفاع 6 م ووزن 130 طنًا. ويتم تشغيل هذه المركبات بواسطة اثنين من محركات الديزل بقوة 500 كيلو وات.
وهذه الناقلات المزودة بمقعد للسائق مصمم بحيث يتسع لخزان أوكسجين من أجل المساعدة في تنفس الهواء الخفيف الموجود على ارتفاعات عالية، يمكنها نقل الهوائيات ووضعها بدقة بالغة في الموقع. ولقد تم استكمال أول ناقلة وتجريبها في يوليو 2007. ثم نقلت المركبتين إلى منشأة دعم عمليات مرصد ألما في تشيلي في 15 فبراير 2008.
وفي 7 يوليو 2008، كانت أول مرة تنقل فيها الهوائيات من مجمع الهوائيات (منشأة تشييد المواقع) إلى منصة خارج المبنى للاختبار (قياسات السطح المكتوبة باليد). وكان الهوائي من تصميم VertexRSI في أمريكا الشمالية.
وفي خريف عام 2009، نقل أول ثلاثة هوائيات الواحد تلو الآخر إلى موقع عمليات المصفوف. وفي نهاية 2009، نجح فريق من علماء الفضاء والمهندسين في مرصد ألما في توصيل ثلاث هوائيات رصد متطورة في موقع الرصد الذي يقع على ارتفاع 16,500-قدم (5,000 م)، وبذلك تم إنهاء أول مرحلة من مراحل تركيب وتجهيز المصفوف الصغير. وقد سمح توصيل هذه الهوائيات الثلاثة المتناغمة في عملها لفريق مرصد ألما بتصحيح الأخطاء التي قد تنجم عن تشغيل هوائيين فقط، ولذا أصبح الطريق ممهدًا للتصوير بدقة عالية. وبعد هذه الخطوة المحورية، بدأ تشغيل الآلات في 22 يناير 2010.
وفي 28 يوليو لعام 2011، وصلت أول هوائية أروبية إلى مرصد ألما على هضبة تشانانتور التي ترتفع 5000 متر عن مستوى سطح البحر لتنضم مع الهوائيات الموجودة بالفعل في مكان ما مع الشركاء الدوليين حيث وصل إجمالي عدد الهوائيات التي تم الحصول عليها إلى 16 هوائيًا. وهذا هو عدد الهوائيات التابع لمرصد ألما لبدء أولى جولاته من الرصد العلمي؛ وبذلك تعتبر معلمًا مهمًا للمشروع.

Antenna Transport
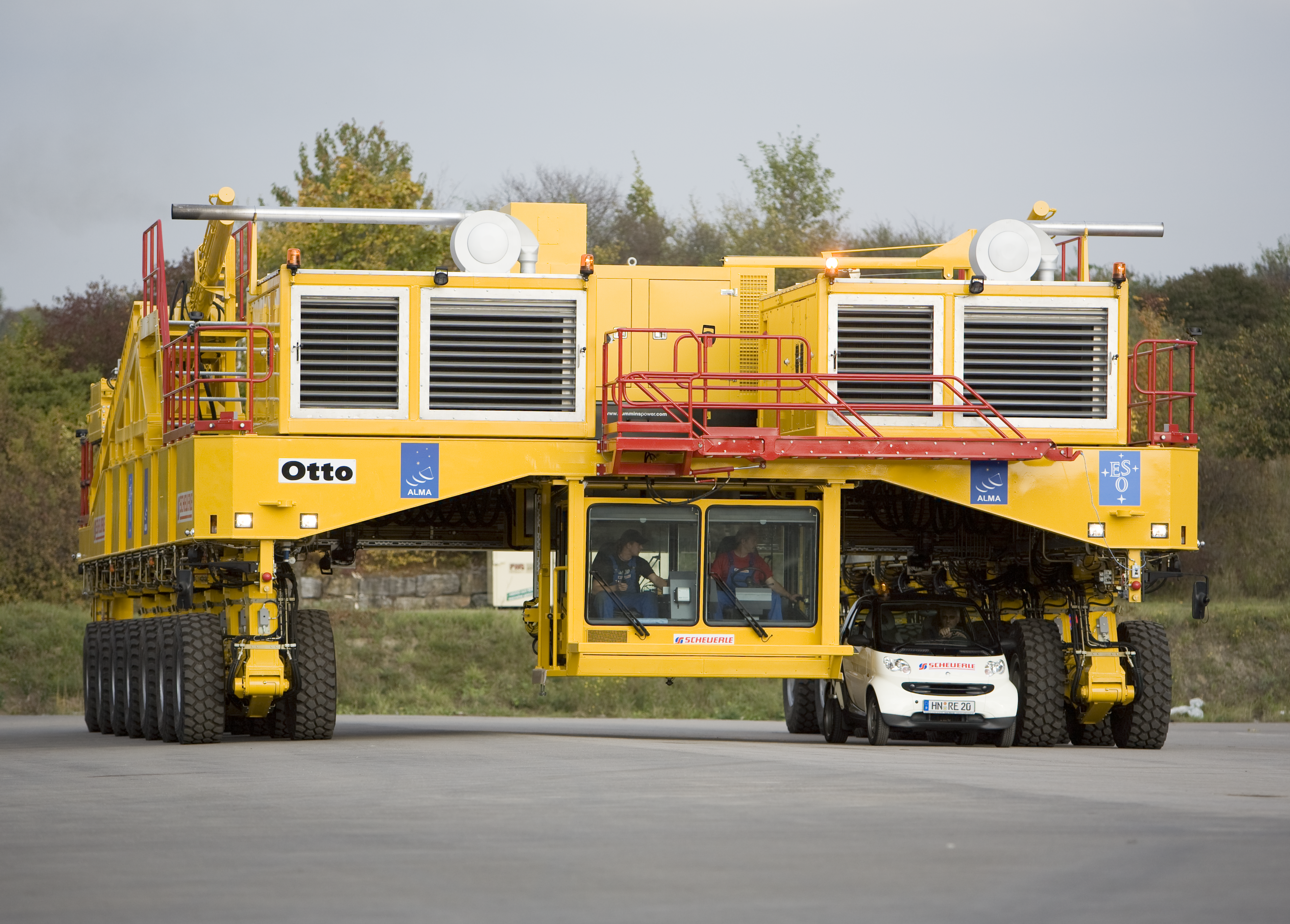
يبلغ وزن ناقل هوائي مرصد ألما "أوتو" 130 طنًا، وهذه الصورة أثناء مراسم تسمية ألما.
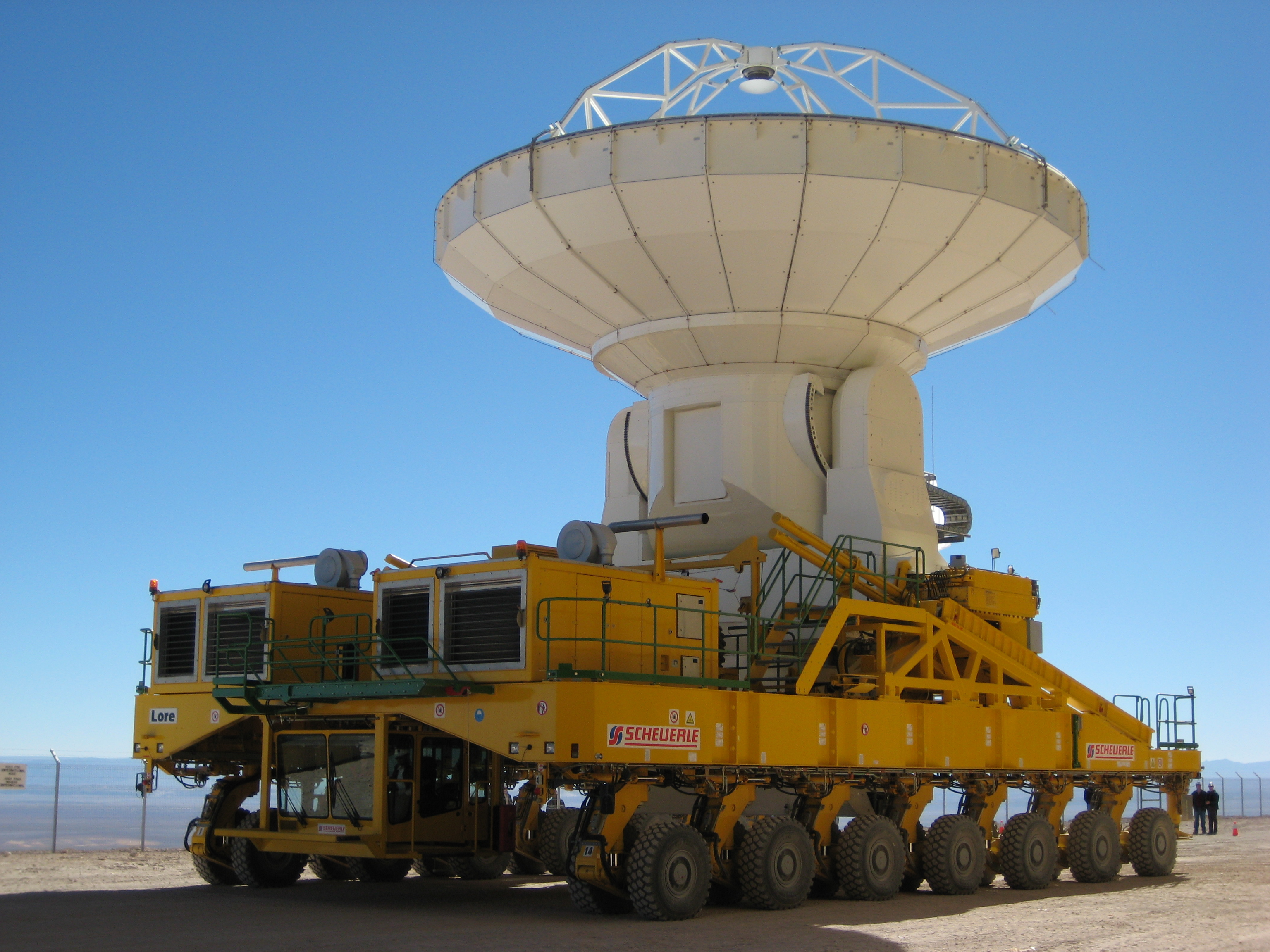
صورة لتليسكوب توضح طريقة عبور هوائي ألما في موقع تركيبه.
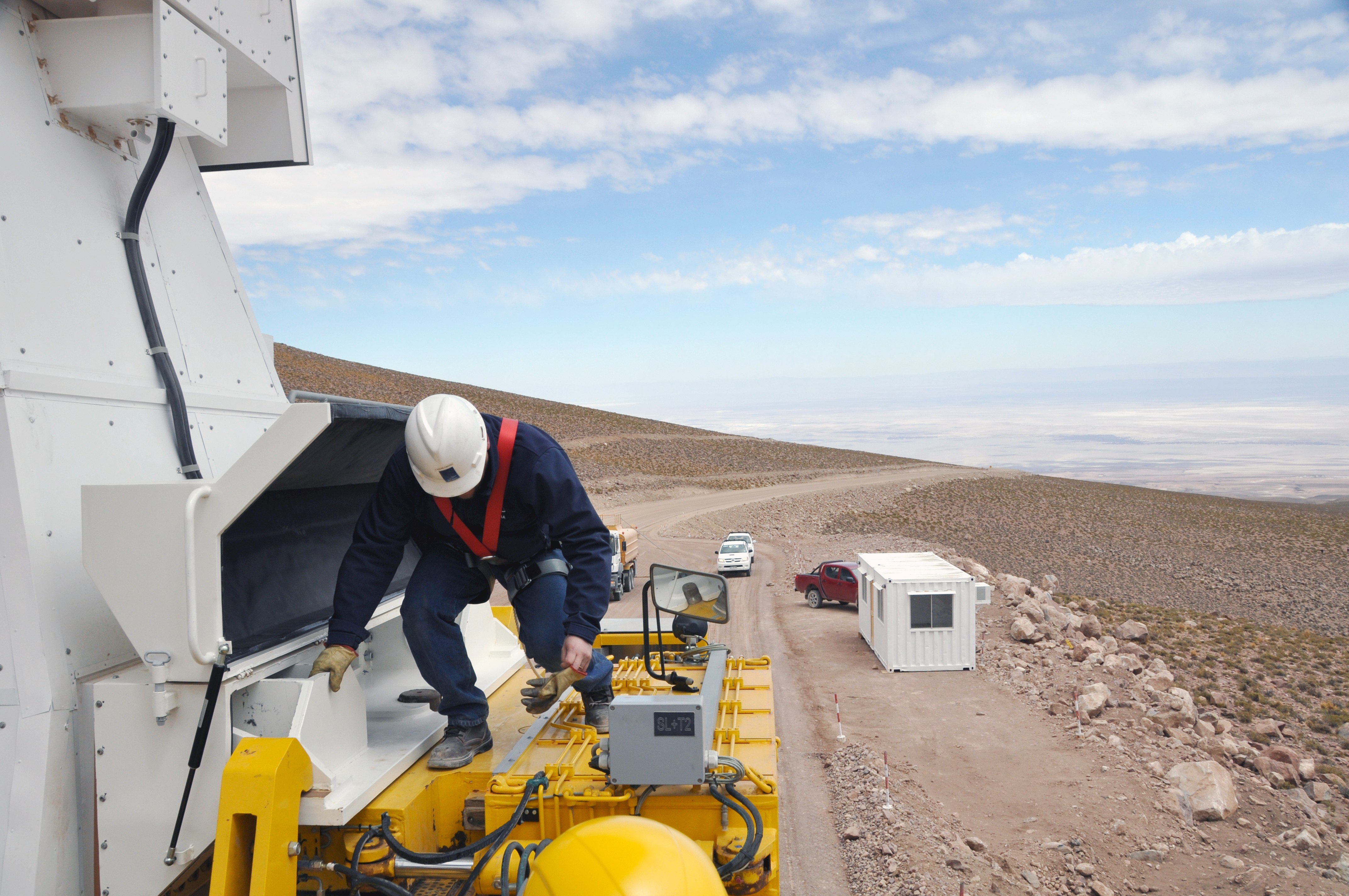
عامل يفحص ناقلة.
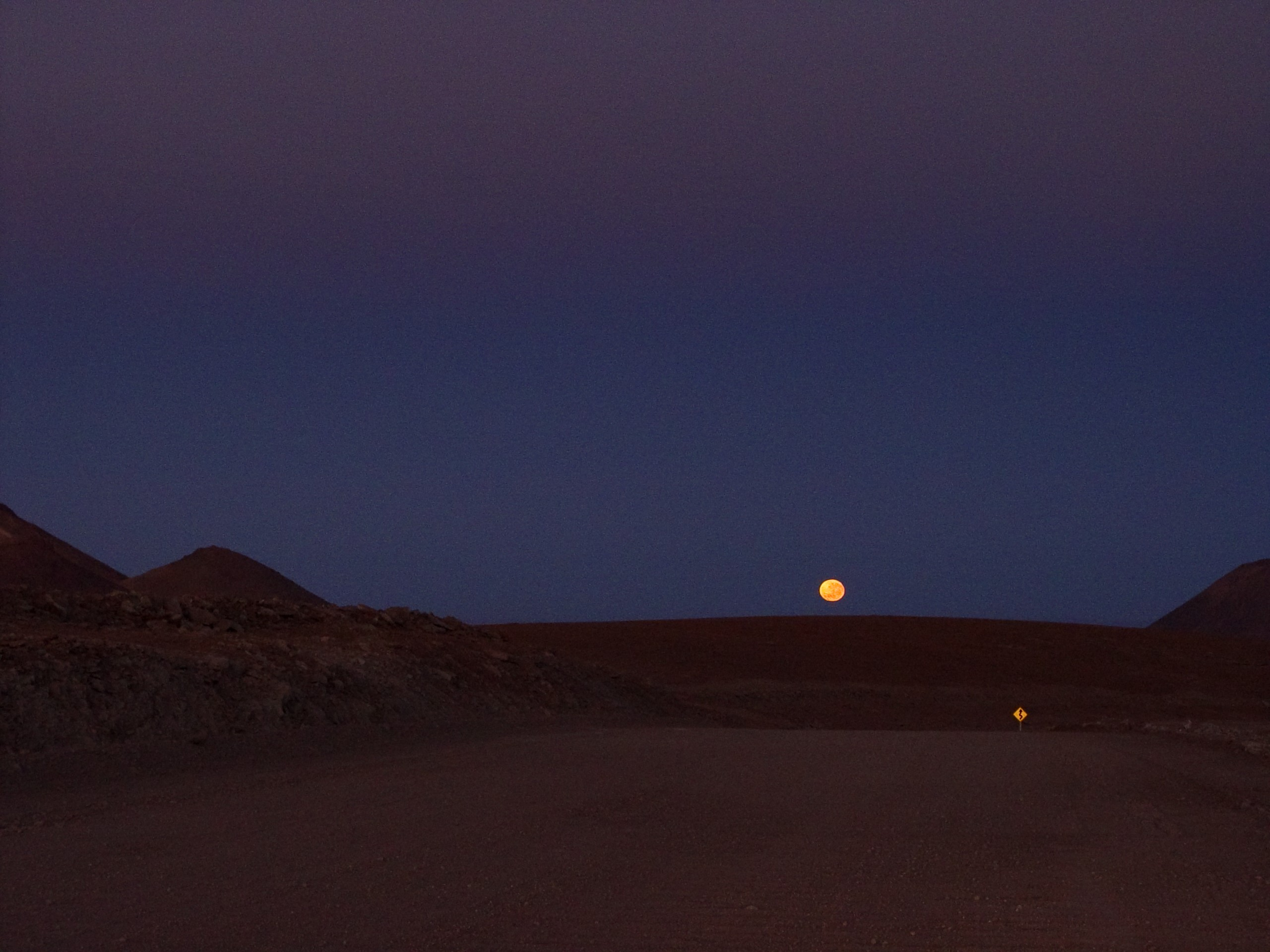
ارتفاع القمر لأكثر من 12 مترًا عن الطريق الواسع المؤدي إلى الموقع المرتفع لمرصد ألما.

## النتائج العلمية

### صور من الاختبارات الأولية

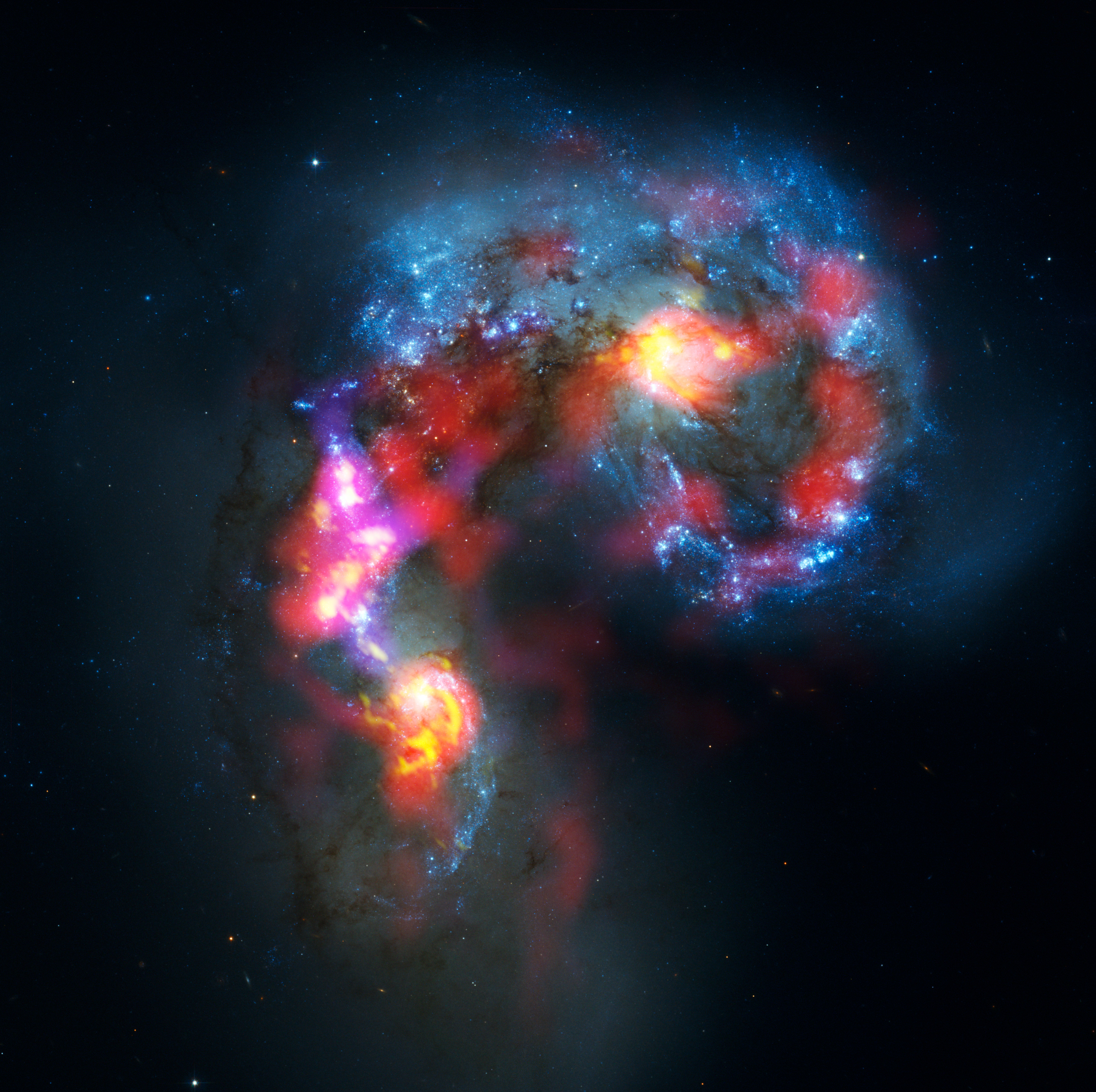
المجرات الهوائية التي تكونت من ملاحظات مرصد ألما وهابل

بحلول صيف عام 2011، تم تشغيل أجهزة تليسكوب كافية أثناء البرنامج الشامل للاختبار قبل التقاط الصور الأولى لمرحلة العلوم المبكرة. وتعطي هذه الصور المبكرة اللمحة الأولى المحتملة لمصفوف المرصد الجديد الذي سينتج المزيد من الصور عالية الجودة في المستقبل وذلك وفقًا للتدرج المتزايد في مقياس المصفوف.
وكان الهدف من عمليات الرصد هو نوعان فقط من المجرات المتعارضة ذات الأشكال المشوهة بشكل غريب والمعروفة باسم المجرات الهوائية. وعلى الرغم من أن مرصد ألما لم يرصد الاندماج الكلي للمجرة، فإن النتيجة كانت الحصول على أفضل صورة للطول الموجي التحت الميلمتري كانت تعرض سحب من الغاز الكثيف البارد التي تشكل نجومًا جديدة لا يمكن رؤيتها بالطيف المرئي.

## التعاون الدولي

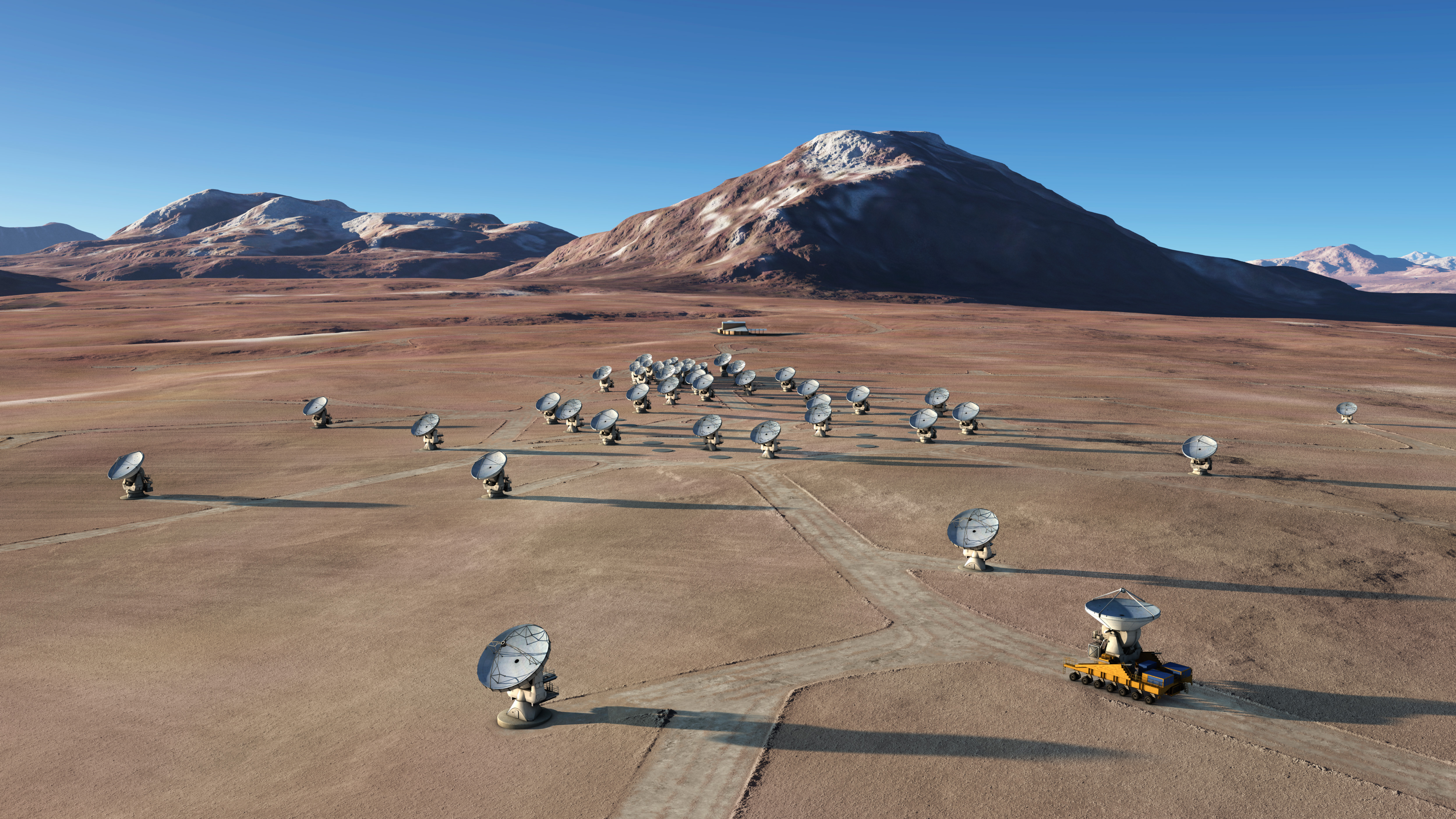
مصفوف مرصد ألما المستقبل في تشانانتور (رسم فني)

إن مصفوف مرصد أتكامة المليمتري/تحت المليمتري الكبير (مرصد ألما)، وهو منشآة فلكية دولية، عبارة عن شراكة بين أوروبا وأمريكا الشمالية وشرق آسيا للتعاون مع جمهورية تشيلي. ويتم تمويل مرصد ألما بواسطة المرصد الأوربي الجنوبي (ESO) في أوروبا والمؤسسة الوطنية للعلوم (NSF) في أمريكا الشمالية بالتعاون مع لمجلس القومي للبحوث بكندا (NRC) والمجلس الوطني للعلوم بتايوان (NSC) وفي شرق آسيا من قبل المعاهد القومية للعلوم الطبيعية باليابان (NINS) بالتعاون مع الأكاديمية الصينية (AS) في تايوان. ولقد تم تأسيس وتشغيل مرصد ألما بواسطة المرصد الأوروبي الجنوبي بالنيابة عن أوروبا، وقامت الإذاعة الوطنية للأرصاد الفلكية (NRAO) التي تُدار بواسطة أسوشياتد يونيفرسيتيز (AUI) بالتشغيل نيابة عن أمريكا الشمالية، والمرصد الفلكي الوطني في اليابان (NAOJ) بالنيابة عن شرق آسيا. ويقدم مرصد ألما المشترك (JAO) رئاسة وإدارة موحدة للقيام بعمليات البناء والتفويض والتشغيل لمرصد ألما.

## مركز ألما الإقليمي (ARC)

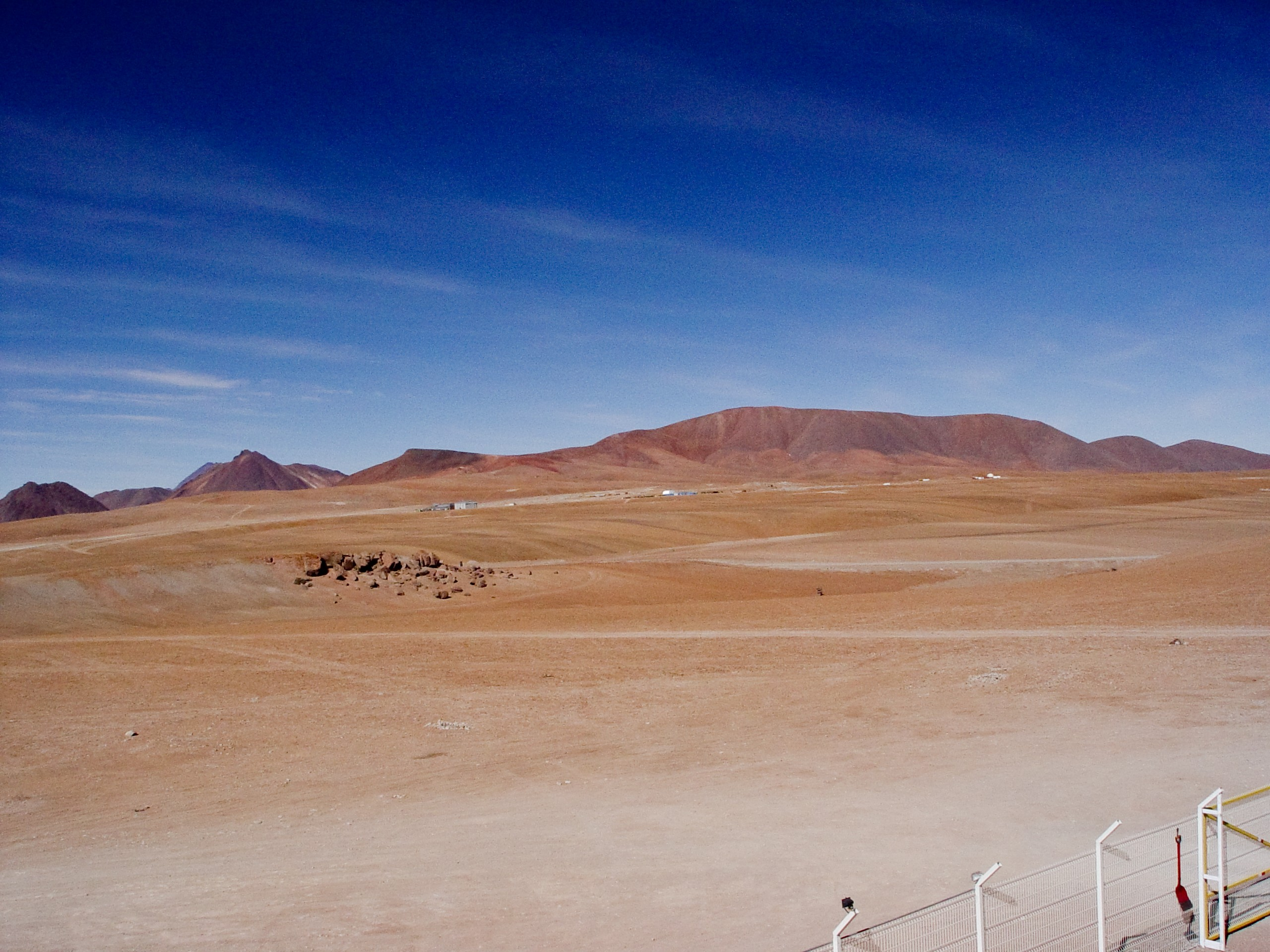
منظر مطل على موقع ألما من خلال الاختبار الاستكشافي لمرصد أتكامة.

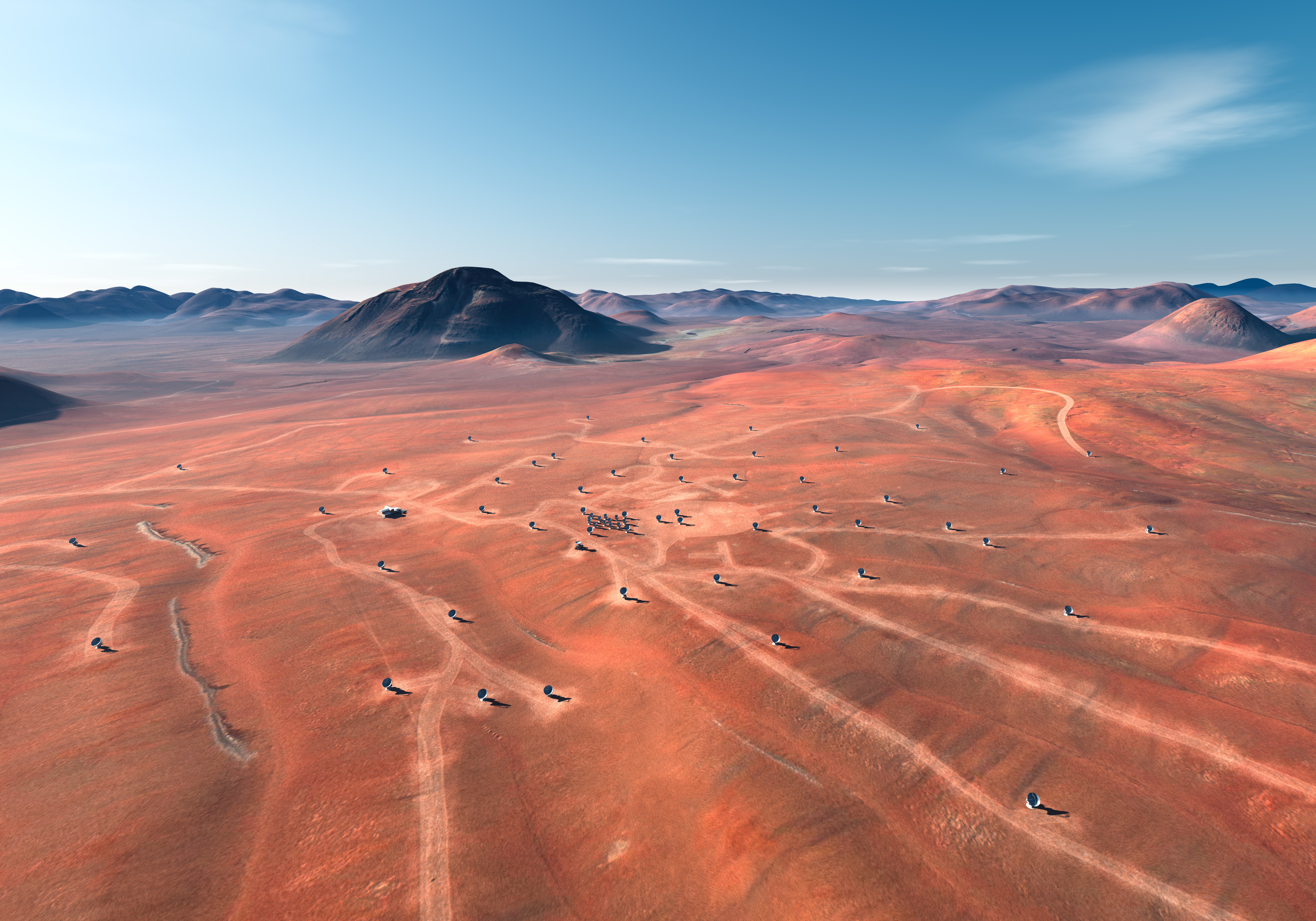
موقع مرصد ألما.

تم تصميم مركز ألما الإقليمي (ARC) ليكون وسيطًا بين مجتمعات كبار المساهمين في مشروع ألما ومرصد ألما المشترك. كذلك، تم تقسيم عمليات تشغيل مركز ألما الإقليمي إلى ثلاث مناطق رئيسية (أوروبا وأمريكا الشمالية وشرق آسيا). ويدار مركز ألما الإقليمي الأوروبي من قبل المرصد الأوروبي الجنوبي الذي قام هو الآخر بتقسيمه إلى عقد تابعة لمركز ألما الإقليمي  تنتشر في جميع أنحاء أوروبا في بون وبوخوم وكولونيا وبولونيا وأوندريوفو وأونسالا، ومعهد الفلك اللاسلكي المليمتري (جرينوبل) وليدن ومركز جودريل بانك للفيزياء الفلكية (مانشستر).
يتمثل الغرض الأساسي من مركز ألما الإقليمي في مساعدة المجتمع المستخدم وتزويده بالاقتراحات الرقابية وحماية برامج الرصد للدفاع عن أهدافهم العلمية بفاعلية وتشغيل مكتب المساعدة لتقديم الاقتراحات وبرامج الرصد وتسليم البيانات للباحثيين الأساسيين وعمل تحديث لبيانات السجلات والمساعدة في ضبط معايير البيانات وتقديم رد فعل المستخدم لذلك.

## تفاصيل المشروع

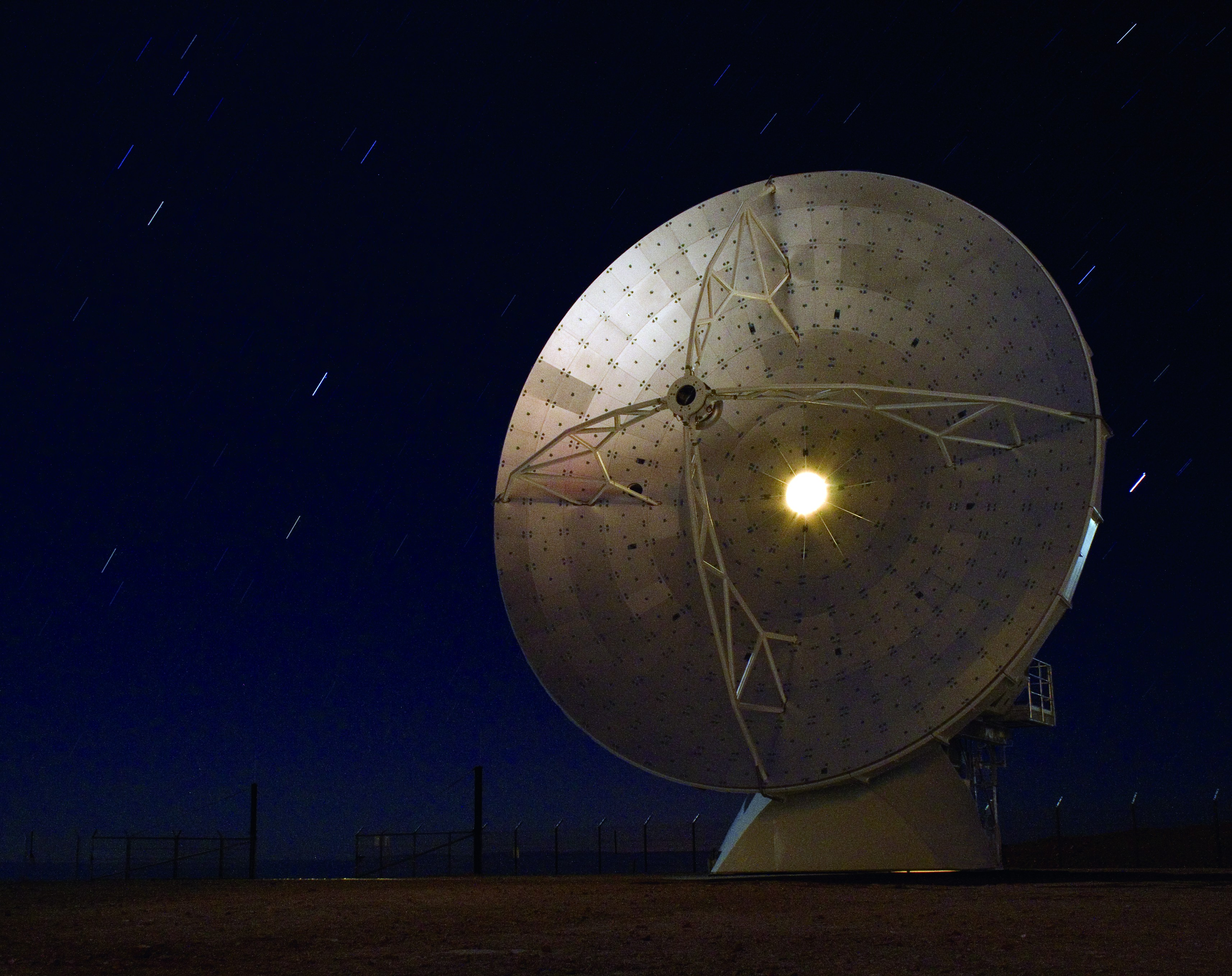
ليلة نجمية في موقع مرصد ألما

- يوجد على الأقل 50 هوائيًا بقطر 12 مترًا وتقع على ارتفاع 5000 متر من مرصد لانو دي تشانانتور، وقد تم تعزيزها بالمصفوف صغير الحجم المزود بـ 4 هوائيات ذات قطر 12 مترًا و12 هوائيًا ذات قطر 7 أمتار (يدرس الاتحاد حاليًا بناء 50 أو 64 هوائيًا )
- معدات التصوير في جميع النوافذ الجوية ما بين 350 ميكرومتر و10 ملم
- تكوينات المصفوف تتراوح من 150 م إلى 14 كم.
- يتميز بـ دقة فضائية تبلغ 10 مللي جزء من الثانية، وهي أفضل بما يزيد عن 10 أضعاف من مصفوف المراصد العظيم (VLA) وأفضل بمقدار 5 أضعاف من تلسكوب هابل الفضائي
- القدرة على تصوير مصادر الأشياء في جزء من الدقيقة بدرجات تفوق دقة واحد جزء من الثانية
- دقة السرعة أقل من 50 م/ث
- آلة تصوير أسرع وأكثر مرونة من مصفوف المراصد العظيم
- الآلة الأكبر والأكثر دقة في العالم والتي تعمل بأطوال موجية مليمترية وتحت مليمترية.
- قدرة اكتشاف نقطة المصدر بدقة أفضل 20 مرة من مصفوف المراصد العظيم
- نظام اختزال البيانات سيكون هو برنامج التطبيقات الفلكية العامة (CASA)، وهو عبارة عن مجموعة جديدة من البرمجيات التي تعتمد على نظام معالجة الصور الفلكية++

## الجدول الزمني للمشروع
| التاريخ                  | النشاط |
| ------------------------ | --- |
| 1995                     | اختبار الموقع المشترك بين المرصد الأوروبي الجنوبي/الإذاعة الوطنية للرصد الفلكي/المرصد الفلكي الوطني في اليابان وتشيلي.                            |
| مايو 1998                | بداية المرحلة الأولى (التصميم والتطوير). |
| يونيو 1999               | مذكرة تفاهم أوروبية/أمريكية على التصميم والتطوير.                                                                                                 |
| فبراير 2003              | الاتفاقية النهائية بين أوروبا/أمريكا الشمالية، بنسبة تمويل 50% من المرصد الأوروبي الجنوبي وتمويل 50% مناصفة بين الولايات المتحدة الأمريكية وكندا. |
| أبريل 2003               | البدء في تجربة أولى النماذج المبدئية للهوائيات بمقر مركز اختبارات ألما (ATF) الكائن في مدينة سوكورو، نيومكسيكو                                    |
| نوفمبر 2003              | مراسم وضع حجر الأساس لموقع مرصد ألما. |
| سبتمبر 2004              | مشروع اتفاق بين أوروبا وأمريكا الشمالية واليابان مع التوسعات اليابانية الجديدة المقدمة لمرصد ألما.                                                |
| أكتوبر 2004              | افتتاح مكتب ألما المشترك في مدينة سانتياجو، تشيلي.                                                                                                |
| سبتمبر 2005              | انضمام تايوان لمشروع ألما من جانب اليابان. |
| يوليو 2006               | تعديل الاتفاق بين أوروبا وأمريكا الشمالية واليابان لتحسين مرصد ألما.                                                                              |
| أبريل 2007               | وصول أول هوائي إلى تشيلي. |
| فبراير 2008              | وصول ناقلتين لمرصد ألما إلى تشيلي. |
| يوليو 2008               | نقل أول هوائي باستخدام المركبة الناقلة. |
| ديسمبر 2008              | تسليم أول هوائي في مرصد ألما. |
| مايو 2009                | أول طريقة لقياس التداخل باستخدام اثنين من هوائيات منشآة دعم العمليات (OSF).                                                                       |
| سبتمبر 2009              | أول عملية نقل لهوائيات ألما إلى تشانانتور. |
| نوفمبر 2009              | المرحلة النهائية للهوائيات الثلاثة في تشانانتور.                                                                                                  |
| 2010                     | الدعوة لتقديم اقتراحات حول مقاسمة المخاطر المحتملة للعلوم المبكرة.                                                                                |
| النصف الثاني من عام 2011 | بدء العلوم المبكرة. |
| نهاية عام 2012           | افتتاح مرصد ألما. |